# 天橋立
35°34′09.69″N 135°11′29.46″E / 35.5693583°N 135.1915167°E
天橋立（日语：／ Amanohashidate，亦譯作天之橋立）位於日本京都府北部的宮津市宮津灣，是一個特殊的自然景觀。天橋立是由流入日本海的洋流帶入宮津灣的沙子和流入阿蘇海(内海)的野田川的泥沙長期堆積而成的沙洲。由於沙洲地形十分容易被水流沖蝕，再加上附近的河流修築起河堤之後，沉積物不再流入海灣，以至沙洲逐漸變窄。為保護景觀，人們在沙洲東側堆積沙壩，因此形成了鋸齒狀的沙灘，不過此處的海岸線預計在未來幾十年內會逐漸變得平滑。該地被日本人譽稱為丹後之天橋立（丹後の天橋立），其與安藝之宮島（今稱嚴島）及陸奧之松島共同被稱為「日本三景」。至於「天橋立」這地名，相傳是指人們如果站在沙洲北端的傘松公園或南端的飛龍觀兩處地勢較高的山頭，背對著沙洲站立並低頭從自己的跨下朝後望時，會看到沙洲猶如一條往天上斜伸而去的橋樑，因而得名。

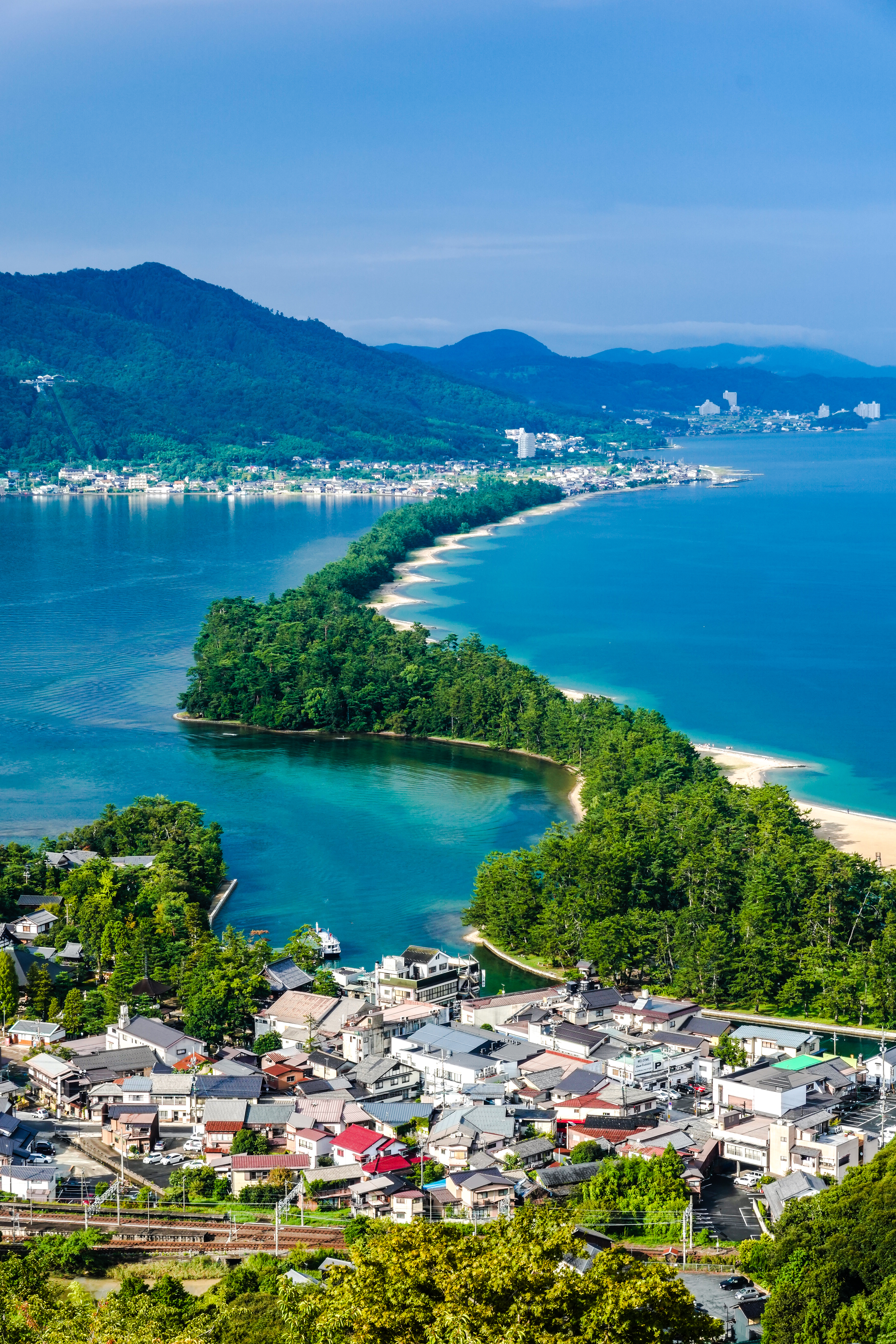
由南面的天橋立觀景公園（飛龍觀）眺望天橋立沙洲

## 概要
大致成南北走向的天橋立兩面都是海水，其中西面是被稱為阿蘇海的內海，東面則是宮津灣（屬日本海的一部份）。天橋立南北兩端都與陸地相連，但為了便利船隻進出阿蘇海，因此在南端挖掘了一條人工河道，並在上面設置一稱為「小天橋」、可以水平旋轉的機械橋。原來的天橋立並未完全連接，大約16世紀的畫作上還可以看到天橋立沒有接合的樣貌，至於什麼時候變成今天的模樣已經是不可考的問題。天橋立的沙洲上有自然的日本黑樹林，數量高達8,000棵以上。雖然狹窄的沙洲兩面就緊鄰著海面，但是天橋立沙洲下方的地下水脈卻是淡水，沙洲中段處設有一口稱為磯清水的古井，從裡面打出的井水是可以飲用的淡水，名列日本名水百選之一。

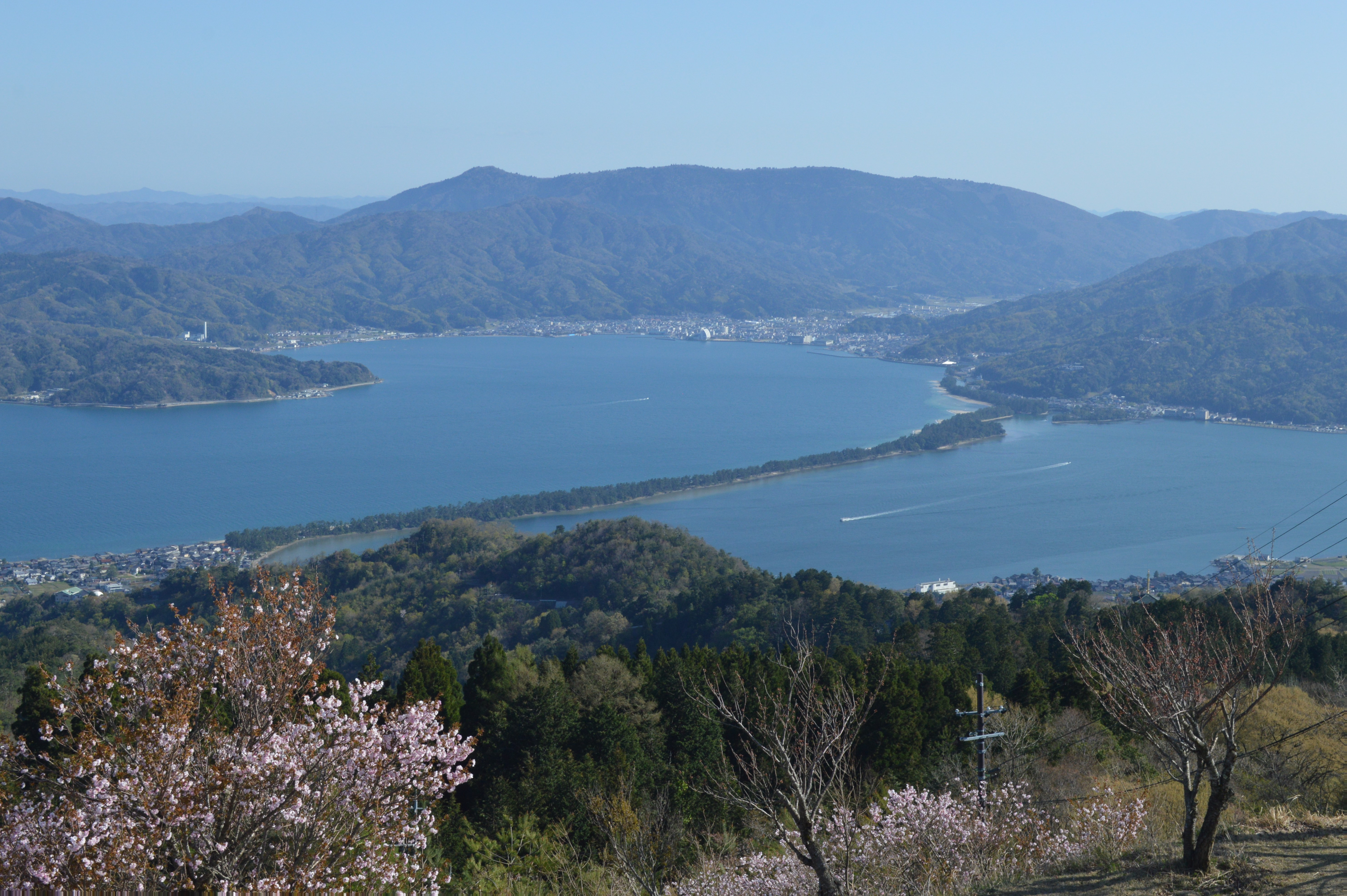
從北面的傘松公園眺望天橋立

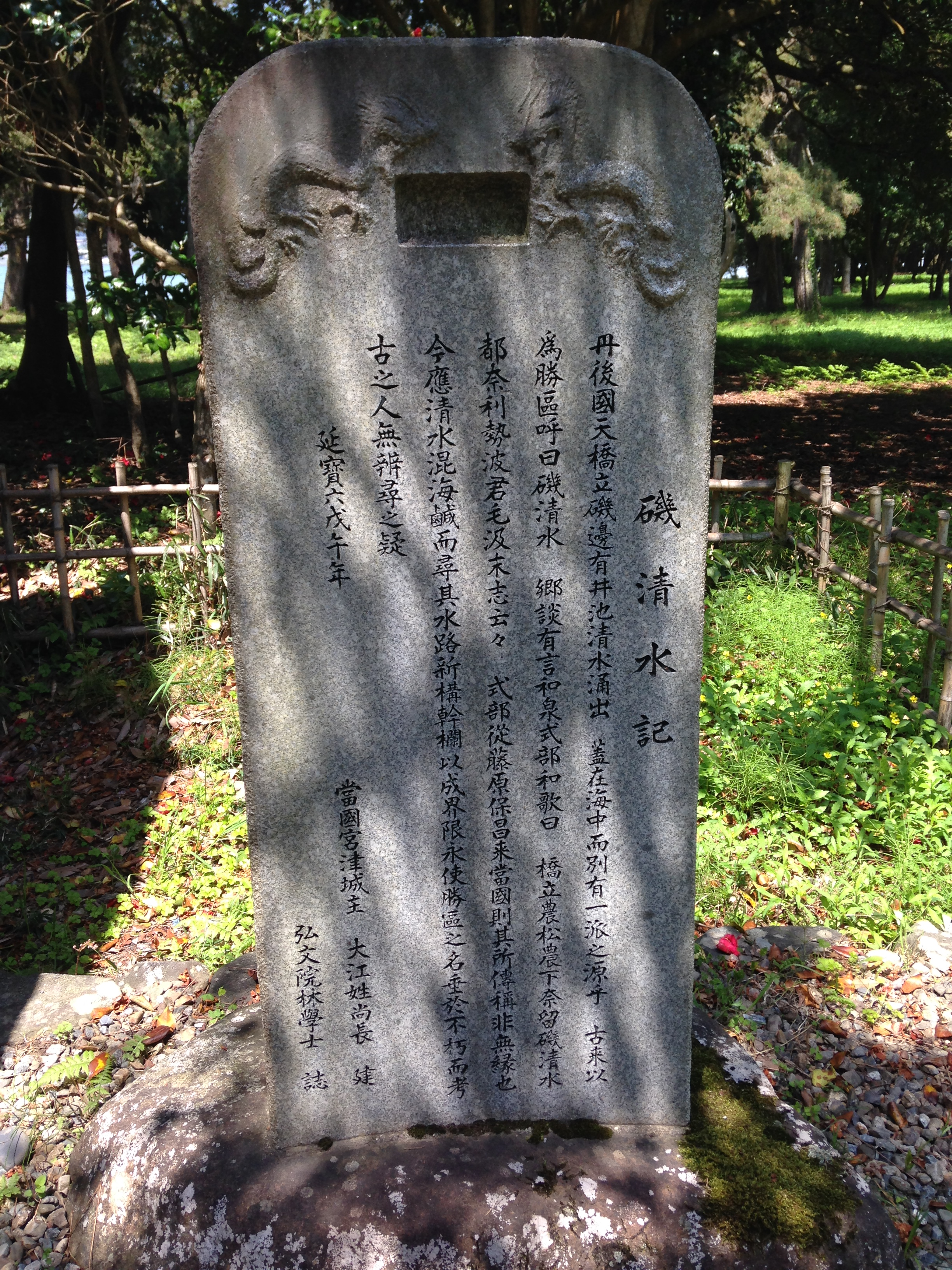
磯清水旁的石碑

近來發現附近又有古墓群，挖掘出來的葬品有相當的歷史研究價值。在沙洲南邊的岸上，有一座香火鼎盛的佛寺文殊堂，是民眾求取智慧或功名的熱門參拜點。在沙洲南岸不遠處的天橋立車站是第三部門鐵道北近畿丹後鐵道（北近畿タンゴ鉄道）宮津線沿線的車站，該站每日都有數班往返京都等都會區的特快車，是天橋立地區的主要進出門戶之一。

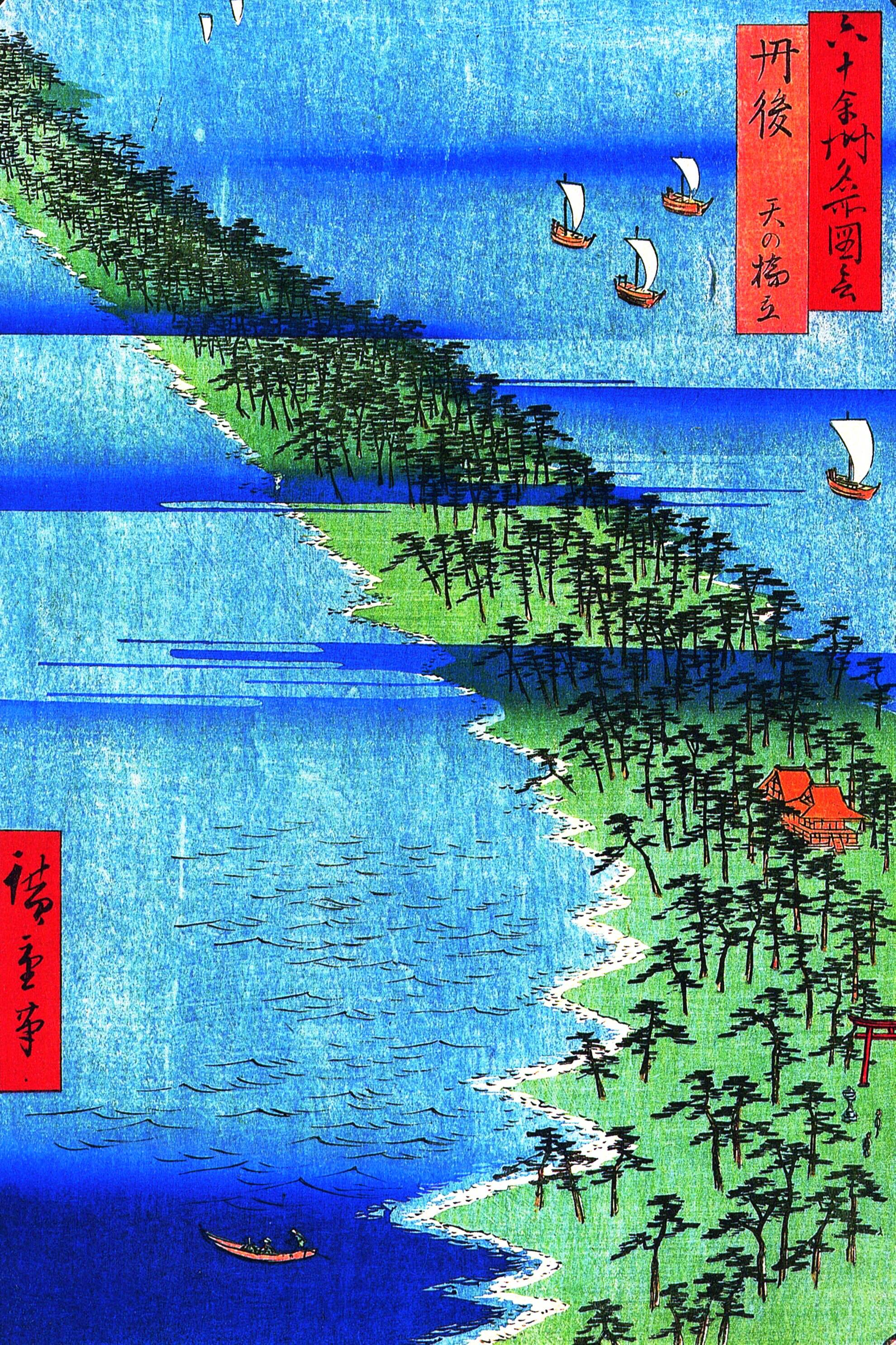
歌川廣重的《六十餘州名所圖會》中的天橋立（1856年繪製）

## 外部連結
- （日語）天橋立觀光協會 （页面存档备份，存于）
- （日語）天橋立（日本國家指定文化財資料庫） （页面存档备份，存于）